# Хамато Ёси
Хамато Ёси (англ. Hamato Yoshi; яп. 浜戸 ヨシ) — персонаж франшизы «Черепашки-ниндзя». Он был создан Кевином Истменом и Питером Лэрдом и впервые дебютировал в Teenage Mutant Ninja Turtles #1 (май 1984) в качестве владельца и сэнсэя Сплинтера. В последующих медиа, адаптирующих комиксы Mirage, Ёси и Сплинтер становились одним и тем же персонажем.

## Биография

### Mirage и Image
Хамато Ёси был величайшим воином клана Фут из Японии. У него была ручная крыса по имени Сплинтер, которая копировала его движения, когда он практиковал ниндзюцу. Ёси любил женщину по имени Тэнг Шэн, отношения с которой вызвали ревность неравнодушного к ней Ороку Наги. Когда Тэнг Шэн отвергла Наги, он разозлился и жестоко избил её. Вскоре после этого Ёси встал на защиту возлюбленной и убил Наги. Хамато опозорил себя в глазах остальных членов клана убийством одного из них и был вынужден выбирать между самоубийством и изгнанием в другую страну. Выбрав второй вариант, он переехал в Соединённые штаты вместе с Тэнг Шэн и Сплинтером. Впоследствии брат Наги Ороку Саки поднялся в иерархии клана Фут вплоть до того, что стал лидером нью-йоркского филиала. Он последовал за Ёси и Шэн в Нью-Йорк и убил обоих в отместку за Наги. Тем не менее, крыса Сплинтер сбежала в канализацию, ставшую её новым домом. Некоторое время спустя Сплинтер стал свидетелем дорожно-транспортного происшествия с участием грузовика с токсичными отходами, который резко повернул в другую сторону, чтобы не задавить слепого человека, что переходил улицу. Канистра, содержащая неоново-зелёную светящуюся жидкость, упала в канализацию, в то время как выходивший из зоомагазина мальчик уронил своих четырёх черепах в канализацию. Сплинтер и четыре черепахи вступили в контакт с радиоактивным веществом и мутировали в разумных гуманоидных существ. В дальнейшем Сплинтер обучил своих приёмных детей ниндзюцу, дабы те отомстили Ороку Саки, ставшему известным как Шреддер, за смерть его учителя.

### IDW Comics
По версии Teenage Mutant Ninja Turtles, выпущенной IDW Publishing, Сплинтер и черепашки-ниндзя являются реинкарнациями Хамато Ёси и его сыновей, которые жили во времена феодальной Японии. Ёси был членом клана Фут. Первоначально он был известен как беспечный и недисциплинированный ниндзя. Тем не менее, благодаря наставлениям своего мастера Масато и поддержке возлюбленной Тэнг Шэн, Ёси обуздал свой характер и стал благородным воином. Его современник, Ороку Саки, стремился ужесточить репутацию клана Фут. Когда Ёси открыто выступил против бессмысленной резни в деревне, он и его сыновья были заклеймены как предатели. Ёси не удалось предотвратить убийство Тэнг Шэн, однако он смог уберечь своих сыновей. В течение трёх лет Ёси воспитывал и обучал четырёх подрастающих мальчиков до тех пор, пока их не нашли Саки и его приспешники из клана Фут. Став свидетелем казни собственных детей, Ёси поклялся отомстить Саки, после чего сам был обезглавлен.

## Телевидение

### Мультсериал 1987 года
Питер Ренадэй озвучил Сплинтера / Хамато Ёси в мультсериале 1987 года. В нескольких сериях 5 сезона его заменил Таунсенд Коулмэн. В прошлом Хамато Ёси был инструктором по боевым искусствам в клане Фут в Японии. Конкурент Хамато, Ороку Саки хотел занять место лидера клана, и когда Ёси должен был поклониться великому сэнсэю, пригвоздил ножом край его кимоно к стене. Ёси не смог опустить голову, что было расценено как проявление неуважения к почтенному сэнсэю. Когда же он достал из-за спины нож, все решили, что Хамато намеревался совершить покушение, из-за чего его с позором изгнали из клана, а лидером стал Саки. Ёси был вынужден эмигрировать в Америку, где поселился в канализации и подружился с крысами. Однажды он наткнулся на четырёх маленьких черепах, случайно выроненных в канализацию их владельцем. Некоторое время спустя, он обнаружил черепашек измазанными в розовом веществе, которое Ёси попытался оттереть голыми руками. Этим веществом оказался мутаген, превративший черепах в антропоморфных существ. Ёси, который, контактировав с канализационными крысами, также подвергся воздействию мутагена и трансформировался в огромную крысу. Ёси вырастил черепашек и назвал их в честь четырёх художников эпохи Возрождения, после чего обучил боевым искусствам. В серии «Превращение Сплинтера» Донателло удалось на некоторое время вернуть Сплинтеру человеческий облик. Став Хамато Ёси, он отправился на поверхность, однако, из-за недолговечности лекарства и жестокости наземного мира, Сплинтер принял свою новую жизнь и решил остаться в канализации.
В этой версии Сплинтер и черепахи не разделяют отношения отца и детей, а скорее учителя и учеников. В заключительном эпизоде, после победы над генералом Дреггом, Сплинтер заявил, что теперь его ученики, наконец, стали мастерами ниндзя.
В полнометражном мультфильме «Черепашки навсегда» 2009 года версию персонажа из мультсериала 1987 года озвучил Дэвид Уиллс. Когда черепашки 1987 года и черепашки 2003 года попали в мир 1987 года, Сплинтер поприветствовал альтернативные версии своих учеников, заявив, что те всегда будут желанными гостями в его доме.

### Мультсериал 2003 года
В мультсериале 2003 года история Хамато Ёси озвучил  Эрик Стюарт. В детстве Ёси осиротел во время Второй Мировой войны и жил на улице вместе со своим лучшим другом Юкио Масими. Однажды они встретили человека по прозвищу Старейший, которому Ёси вернул потерянную монету. В благодарность за честность Ёси Старейший взял обоих юношей в свой дом, где растил как родных сыновей, а также тренировал боевым искусствам. Оба молодых человека полюбили одну девушку по имени Тэн Шэн, ещё одну сироту, воспитанную Старейшим. Из них двоих девушка предпочла Ёси, вместе с которым она приютила крысу по имени Сплинтер. Однажды ночью Ёси и Масими спасли загадочного человека по имени Морту, подвергнувшегося нападению со стороны четырёх ниндзя клана Фут. Морту оказался представителем инопланетной расы под названием Утром и, будучи впечатлённым талантом отважных юношей, предложил им работу. Несмотря на протесты Старейшего, Ёси и Масими приняли предложение и стали Стражами Утромов. Из них двоих Ёси оказался более успешным, в конечном итоге став главным Стражем. Одержимый завистью Масими убил Тэн Шэн и выдал местонахождение Утромов их злейшему врагу, Шреддеру. Узнав о предательстве друга и гибели возлюбленной, Ёси напал на штаб-квартиру клана Фут и забрал жизнь Масими. Оказавшись в меньшинстве перед армией ниндзя, он сбежал, после чего переехал в Нью-Йорк вслед за своими хозяевами Утромами. Вместе с собой он взял Сплинтера, в память о погибшей девушке.
За годы работы на Утромов, Ёси стал чемпионом межгалактического турнира Битва Нексуса, после чего его победа была увековечена статуей в зале славы чемпионов. Годы спустя, Сплинтер и Микеланджело победили в двух следующих турнирах и их статуи были помещены рядом со статуей Ёси. Кроме того, Ёси искал помощи у Трибунала Ниндзя в борьбе с Шреддером Утромом, однако те не воспринимали последнего как серьёзную угрозу и отказали в прошении. В конечном итоге Шреддер обнаружил местоположение Ёси и напал на него вместе со своими приспешниками. Отказавшись выдать Утромов, Ёси погиб от руки Шреддера, заявив, что тот, будучи лишённым чести, умрёт без неё. Лишившись хозяина, Сплинтер обосновался в канализации, где впоследствии мутировал из-за воздействия мутагена Утромов вместе с четырьмя черепахами. Годы спустя Утромы подарили ему специальный шар, с помощью которого Сплинтер мог поддерживать общение с погибшим сэнсеем. В конце 5 сезона, в результате объединение аватаров черепашек-ниндзя появился дух Хамато Ёси, который уничтожил Тэнгу-Шреддера, Затем он обменялся коротким приветствием со Сплинтером, прежде чем исчезнуть.

### Мультсериал 2012 года
В мультсериале 2012 года Сплинтера / Хамато Ёси озвучил Хан Ли.

### Мультсериал 2018 года
Эрик Бауза озвучил Сплинтера / Хамато Ёси в мультсериале «Эволюция Черепашек-ниндзя» 2018 года, где образ персонажа подвергся переосмыслению.

## Кино
Хамато Ёси появляется в фильме «Черепашки-ниндзя» 1990 года. Он разделяет ту же предысторию, что и версия персонажа из комиксов Mirage, за исключением того, что в сюжете отсутствует Ороку Наги, а конфликт происходит с самим Ороку Саки. Он и Саки были представлены как члены клана Фут в качестве заклятых соперников, полюбивших женщину по имени Тэн Шэн. Та убедила Ёси покинуть Японию и переехать в Америку, во избежание смертельной битвы возлюбленного с Саки. Тем не менее, последний последовал за ними и убил Ёси и Тэн Шэн. Их домашняя крыса Сплинтер попыталась защитить хозяев, однако ему удалось лишь оцарапать лицо Саки, оставив шрам на его щеке. 

## Видеоигры
- Хамато Ёси является игровым персонажем в Teenage Mutant Ninja Turtles 2003 года, по мотивам одноимённого мультсериала. Он становится доступен для игры после прохождения турнира за одну из черепашек.
- Хун Ли, озвучивший Хамато Ёси / Сплинтера в мультсериале 2012 года, вновь озвучил персонажа в игре Teenage Mutant Ninja Turtles 2013 года[4].
- Ли вернулся к роли Хамато Ёси / Сплинтера в игре Teenage Mutant Ninja Turtles: Danger of the Ooze 2014 года[4].

## Товары
- В 2005 году Playmates Toys выпустили фигурку Хамато Ёси по мотивам мультсериала 2003 года в комплекте со Сплинтером в его первоначальном состоянии[9].
- В 2021 году Neca анонсировала выпуск комплекта из двух фигурок — Хамато Ёси и Ороку Саки — из фильма 1990 года[10].
- В 2022 году Neca выпустила набор из четырёх фигурок — Хамато Ёси, Бакстера Стокмана и Бибопа и Рокстеди — по мотивам мультсериала 1987 года[11].